# Akkerreservaat

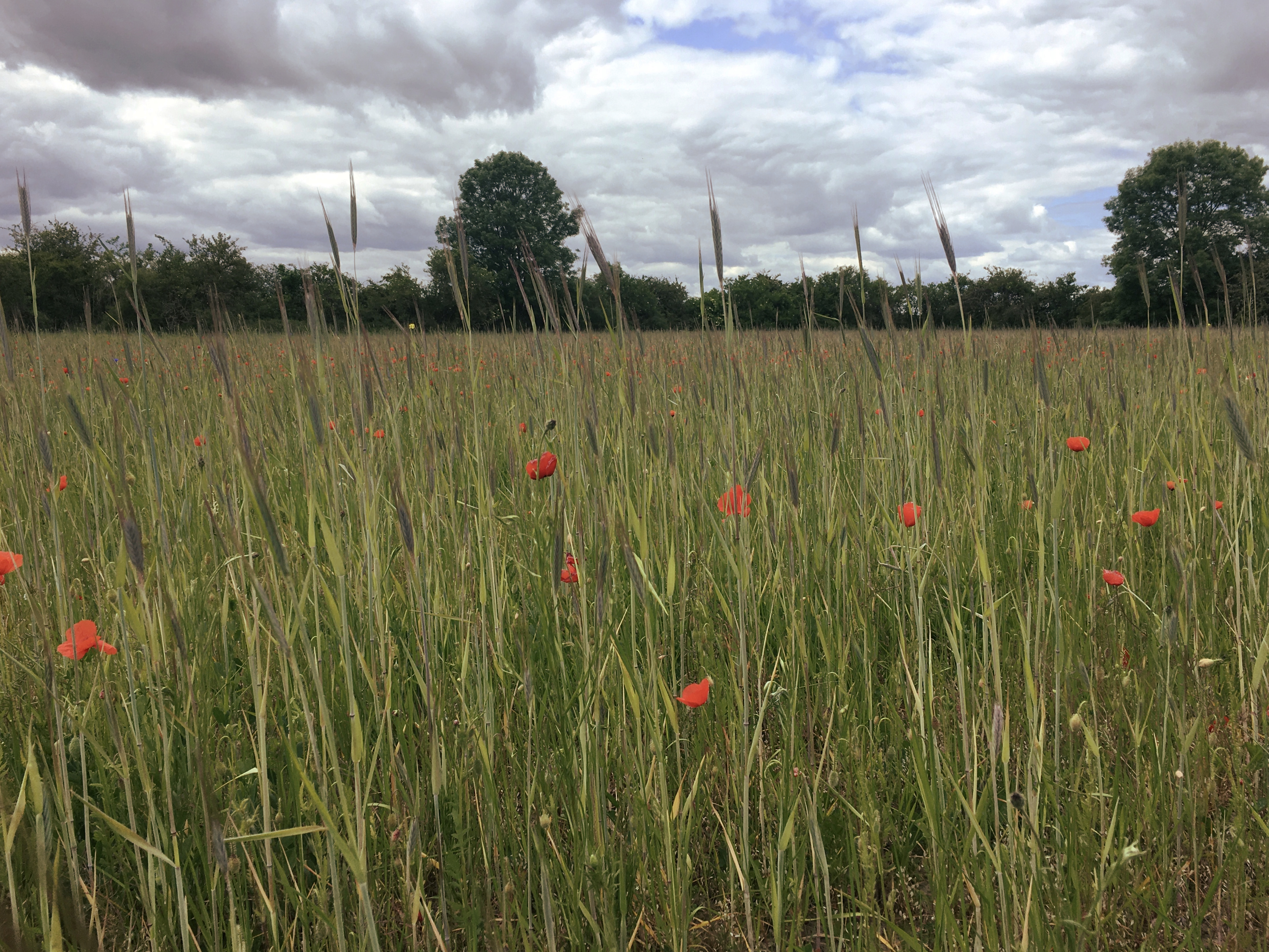
Een akkerreservaat in Cortenoever

Een akkerreservaat is een akkergebied dat op extensieve wijze wordt beheerd.
Een dergelijk beheer heeft meerdere doeleinden, waarvan de belangrijkste zijn:
- Het in stand houden van zeldzame akkerplanten
- Het bevorderen van de biodiversiteit, doordat de akkers voedsel bieden aan insecten, vogels en zoogdieren

Tot de zeldzamer akkerplanten behoren (afhankelijk van onder meer beheer, klimaat en grondsoort) onder meer: wilde ridderspoor, kleine wolfsmelk, klein spiegelklokje, akkerklokje, akkerereprijs, akkerandoorn, groot spiegelklokje, heelbeen, korensla, bleekgele hennepnetel, glad biggenkruid, rood guichelheil, korenbloem, slofhak, handjesereprijs, muizenstaart, groot bronkruid, akkerboterbloem, naaldenkervel, smalle raai en bolderik.
De dieren die van een akkerreservaat gebruik maken zijn onder meer patrijs, ortolaan en grauwe gors.
Vooral in het zuiden van Nederlands-Limburg zijn speciale akkerreservaten, in de vorm van korenvelden, ingericht voor de korenwolf.